# BBÖ 1080
Die BBÖ 1080 und BBÖ 1080.1 waren elektrische Lokomotiven der Österreichischen Bundesbahnen BBÖ.

## Geschichte

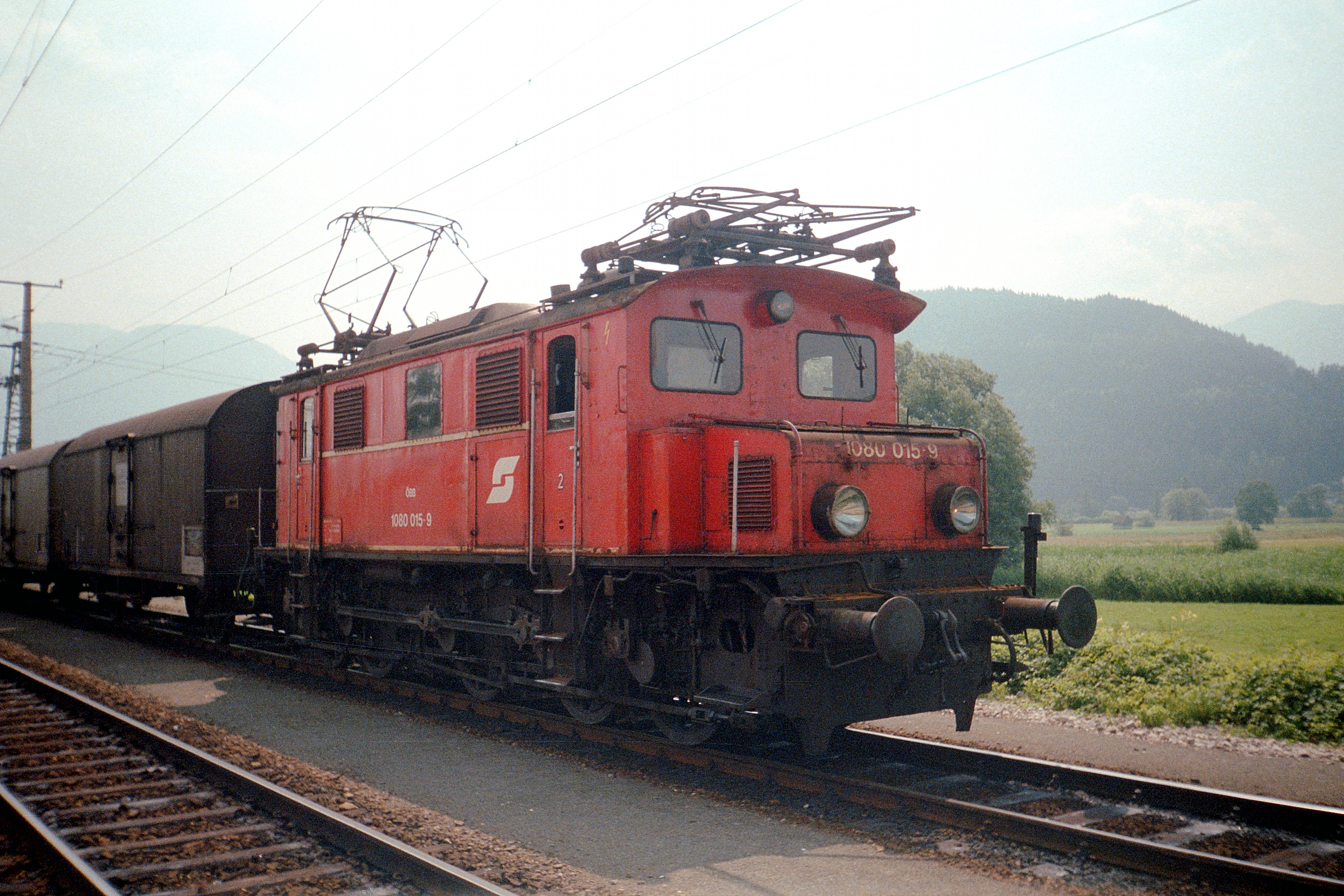
1080 015-9 mit einem Güterzug in Stainach Irdning an der Ennstalbahn (1989)

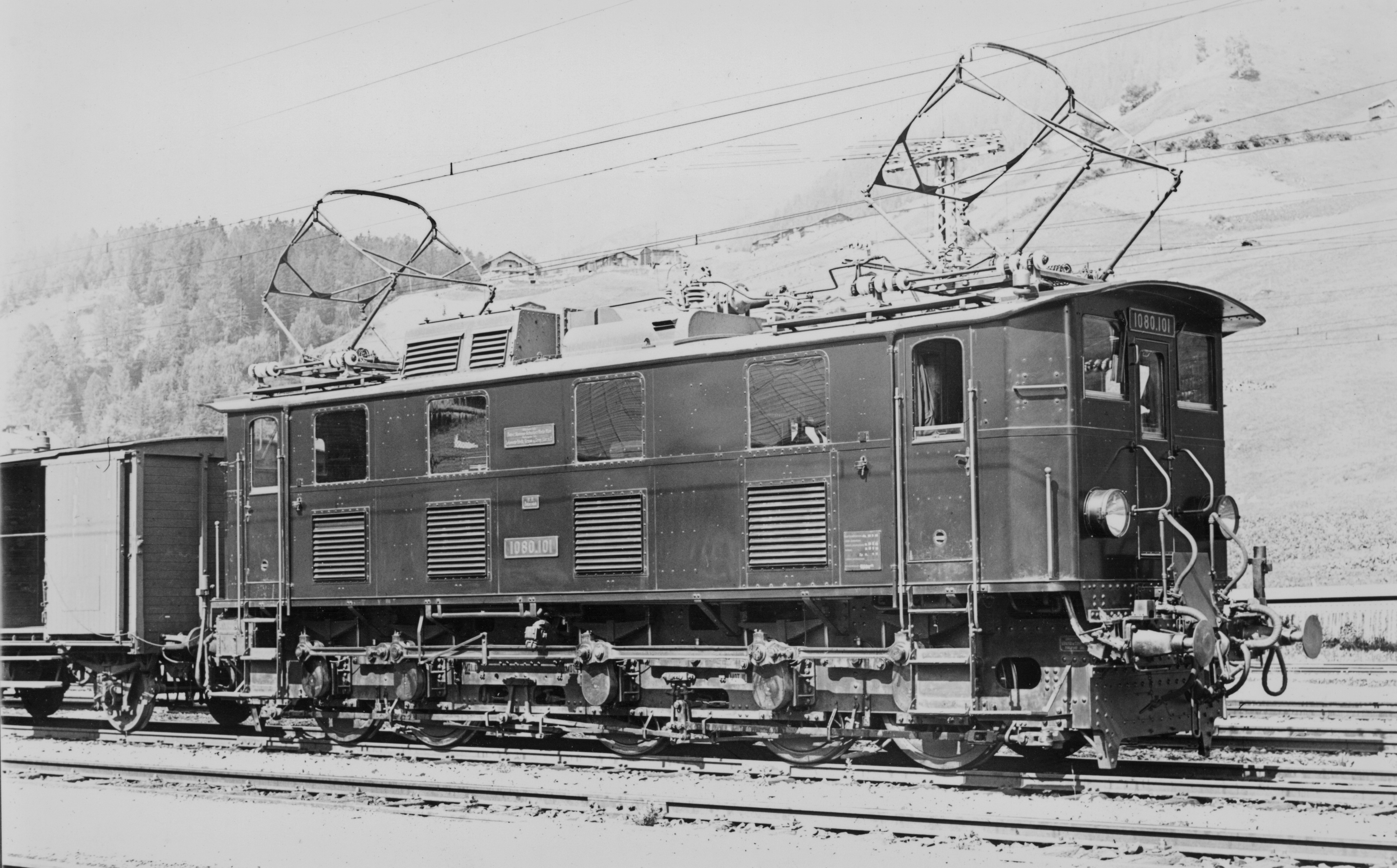
BBÖ 1080.101 im Bahnhof St. Anton am Arlberg, 1933

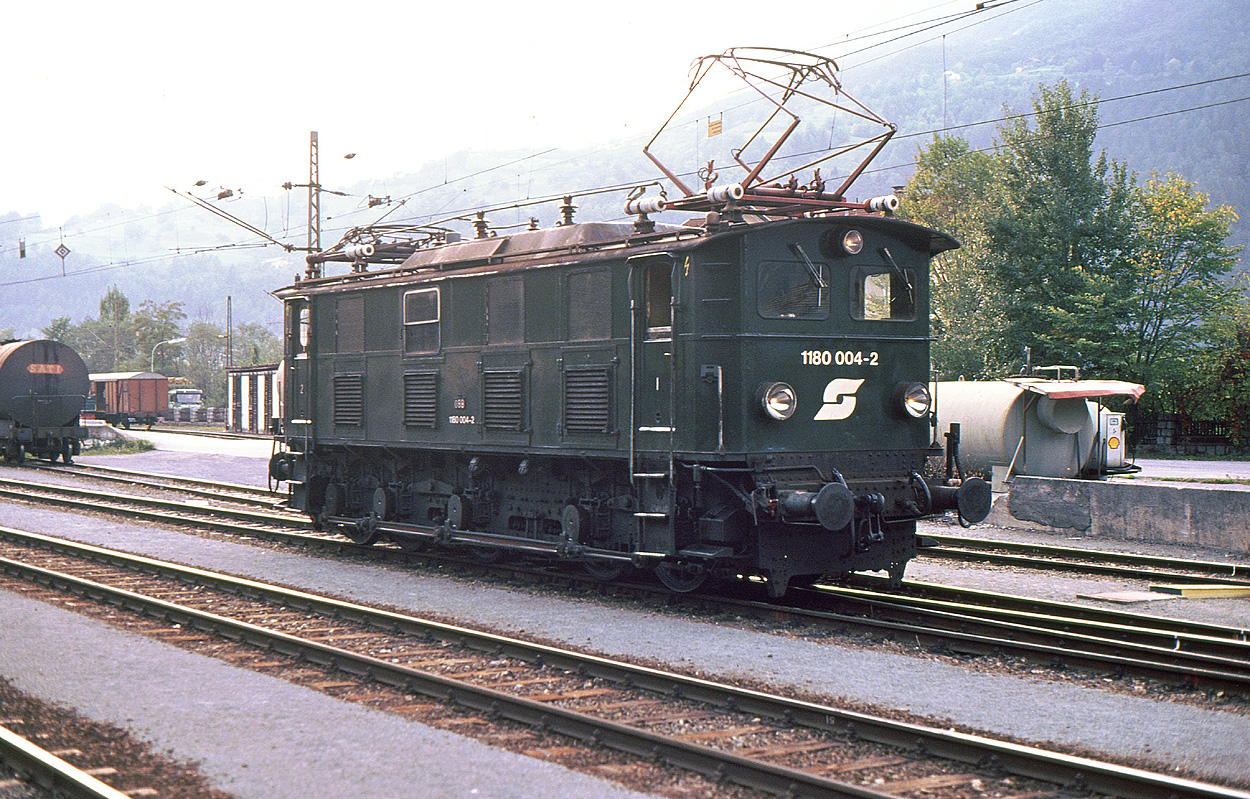
1180 004-2 im Bf. Landeck (1992)

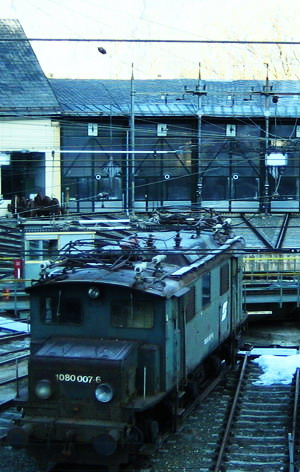
ÖBB 1080 auf der Drehscheibe in Selzthal (Februar 2008)

Die BBÖ benötigte elektrische Güterzuglokomotiven für die Arlbergbahnrampenstrecken, die die Dampflokomotiven Reihe 80 und 180 ablösen sollten. Die neuen Elektrolokomotiven sollten, genau wie die zu ersetzenden Dampflokomotiv-Reihen, fünffach gekuppelt sein. Die BBÖ entschied sich, nur drei Achsen anzutreiben; die beiden außen gelegenen Achsen wurden über Treibstangen mit den angetriebenen Achsen verbunden. Als Antriebsart wurde der Tatzlagerantrieb gewählt, da dieser für die niedrigen Geschwindigkeiten von Güterzügen ausreichte. Da die Güterzüge zur Zeit, als die neuen Lokomotiven angeschafft wurden, durch eingereihte Bremswaggons von darauf mitfahrenden Bremsern und von der Lokomotive selbst gebremst wurden, durfte die Höchstgeschwindigkeit der Lokomotiven nicht zu hoch angesetzt werden. Die BBÖ gab 20 Lokomotiven in Auftrag, die von Siemens-Schuckert Wien (elektrischer Teil) und Krauss in Linz (mechanischer Teil) gefertigt und in den Jahren 1924 und 1925 geliefert wurde. Am 10. Mai 1924 wurde die erste Maschine – 1080.01 – der BBÖ übergeben. Die Lokomotiven der Reihe 1080 wurden in Bludenz stationiert, von wo aus sie Güterzüge bis Innsbruck bespannten.
In den Jahren 1926 und 1927 wurde eine Nachbauserie von neun Lokomotiven beschafft, die als BBÖ 1080.1 bezeichnet wurden und sich äußerlich von den erst gebauten Lokomotiven durch den Entfall der kurzen Vorbauten unterschieden. Die nachgebauten Maschinen waren zudem um 20 % stärker als die erst gelieferten. Im Jahre 1929 wurde eine zehnte Maschine geliefert. Die neuen Lokomotiven wurden als 1080.101–110 bezeichnet. Die Reihe 1080 wurde als „kleine“, die 1080.1 als „große“ 1080er bezeichnet. Die Fahrzeuge bewährten sich innerhalb des ihnen gesetzten Rahmens, allerdings hatte man zu jener Zeit das volle Potential der elektrischen Traktion noch nicht erkannt, sodass sie bald von stärkeren und schnelleren Lokomotiven aus dem Streckendienst verdrängt und im Verschub eingesetzt wurden, wofür sie nach einem Umbau gut geeignet waren.
Nach dem Anschluss Österreichs an das Deutsche Reich wurden die Lokomotiven, die sich nun im Bestand der Deutschen Reichsbahn befanden, umgezeichnet: Die Reihe 1080 wurde zur E 88, die 1080.1 zur E 88.1. Die Lokomotiven E 88.05, 10, 11, 16, 18 und 20 wurden im Zuge von Kriegshandlungen schwer beschädigt, die Maschinen der Reihe E 88.1 überstanden den Zweiten Weltkrieg hingegen unbeschädigt. Im Jahre 1953 verlieh die ÖBB der Reihe E 88 wieder ihre Ursprungsbezeichnung (1080) die Maschinen der Reihe E 88.1 wurden als ÖBB 1180 eingereiht. Die Zuförderungsleitung Innsbruck startete in der Nachkriegszeit ein Projekt zum Wiederaufbau zerstörter 1080er. Nach genauerer Begutachtung der Lokomotiven, beziehungsweise jenem, was von den Maschinen übrig geblieben war, entschied sich die Zuförderungsleitung, die Lokomotiven 1080.05 und 11 wieder aufzubauen. Da die Lokomotiven auf Grund der niedrigen Höchstgeschwindigkeit und der veralteten Technik nicht mehr im Streckenzugdienst eingesetzt werden konnte, wurde beschlossen, die beiden Maschinen als modernisierte, für den schweren Verschubdienst vorgesehene, Lokomotiven wieder aufzubauen. Im Gegensatz zu den anderen Lokomotiven der Reihe 1080 erhielten die beiden Wiederaufbauloks eine Druckluftbremse, eine neue Steuerung, einen verbesserten Fahrtrichtungswender und Erdschlussrelais. Die Lokomotive 1080.005 wurde am 15. November 1951, 11 am 8. März 1954 dem Betrieb übergeben. Da sich die beiden Maschinen bestens bewährten, wurden alle Maschinen der Reihe 1180 und die anderen 1080er umgebaut, wobei noch andere Verbesserungen als bei den Wiederaufbauloks erfolgten. Die Loks 014; 015 und 101 bekamen in den 70er Jahren den blutorangen Lack. Am 1. Juni 1993 wurden die letzten Vertreterinnen der Reihe 1180 – 1180.01, 03, 04 und 09 – ausgemustert.

## Verbleib
Folgende Lokomotiven sind bis heute erhalten geblieben:
| Nummer       | Baujahr | Farbgebung | Eigentümer  | Standort                       |
| ------------ | ------- | ---------- | ----------- | ------------------------------ |
| 1080.01      | 1924    | grün       | Austrovapor | Strasshof                      |
| 1180.04      | 1927    | grün       | ÖGEG        | Ampflwang                      |
| 1080.007-6 * | 1924    | grün       | 1.ösek      | Strasshof (bis 2010: Selzthal) |
| 1180.09      | 1927    | grün       | HEB         | Bludenz                        |
| 1080.11      | 1924    | grün       | ÖGEG        | Ampflwang                      |

Die mit * gekennzeichnete Lokomotive wurde als Ersatzteilspender benutzt.
Die 1080.15 wurde nach ihrer Ausmusterung noch für einige Zeit in Bruck an der Mur als Vorheizanlage verwendet, ehe sie um 2000 verschrottet wurde.